# 渡島半島横断道路
渡島半島横断道路（おしまはんとうおうだんどうろ）は、北海道山越郡長万部町国縫（道央自動車道国縫IC）と久遠郡せたな町（瀬棚港）を結ぶ延長約57 kmの地域高規格道路の路線名である。この区間は国道230号の一部である。現在は花石道路と国縫道路が開通している。

## 構成する道路

### 国縫道路

#### 概要
- 起点：北海道山越郡長万部町国縫
- 終点：北海道瀬棚郡今金町花石
- 延長：14.9 km
- 規格：第3種2級
- 設計速度：60 km/h
- 幅員：9.0 m
- 車線：完成2車線

#### 歴史
- 1997年度（平成9年度） : 事業化
- 1999年度 （平成11年度）: 着工
- 2001年度（平成13年度）: 国縫IC付近 (0.4 km) 開通
- 2009年度 （平成21年度）: 山越郡長万部町字茶屋川 - 瀬棚郡今金町字美利河 (2.4 km) 開通、一部は登坂車線
- 2011年（平成23年）3月1日 : 瀬棚郡今金町字宮島-瀬棚郡今金町字花石 (3.2 km) 開通

#### その他
- 長万部町と今金町の境界となる美利河峠（標高139 m）は拡幅され、急カーブ急勾配を解消した。

### 花石道路

#### 概要
- 起点：北海道瀬棚郡今金町花石
- 終点：北海道瀬棚郡今金町住吉
- 延長：6.5 km
- 車線数：2車線
- 設計速度：80 km/h

#### 歴史
- 1989年度(平成元年度）：事業化。
- 1992年度（平成4年度）：着工。
- 2000年度（平成12年度）：供用。

#### その他
- 1987年に廃止した国鉄瀬棚線の跡を活用している。山間部を避けて後志利別川沿いに大きく迂回していた12.1 kmの区間を花石トンネル（667 m）を設けて5.1 kmに短絡し、急カーブ急勾配を解消した。

## その他
- 花石道路からせたな町までのルートは決まっていない。

## 通過市町村
- 北海道
  - 渡島総合振興局
    - 山越郡長万部町

  - 檜山振興局
    - 瀬棚郡今金町 - 久遠郡せたな町